# بونيرة شابمانية
بونيرة شابمانية (الاسم العلمي:Ponera  chapmani) هي نوع من حشرات تتبع جنس البونيرة من فصيلة النمليات.